# Anton Kolar (duhovnik)
Anton Kolar, slovenski duhovnik, * 25. avgust 1946, Celje, † 24. februar 2015, Celje.

## Življenje
Otroštvo je preživljal v Močlah pri Šmarju pri Jelšah, skupaj s tremi mlajšimi sestrami, Anico, Martino in Mileno. Za prvi poklic si je izbral ključavničarstvo in se v pisal na kovinarsko šolo v Celju. Njegov prijatelj Franček Križnik (tudi duhovnik) mu je začel prigovarjati za duhovniški poklic in po prvi zavrnitvi je kasneje Anton v njegovem predlogu prepoznal Jezusov klic. Z nekaj prijatelji je nato leta 1962 odšel v semenišče v Križevce na Hrvaškem, izobrazbo pa nadaljeval v Srednji verski gimnaziji v Pazinu, kjer je maturiral leta 1967. Še isto leto je zatem odšel na služenje vojaškega roka v Leskovac v Srbiji. Po letu in pol je jeseni leta 1968 odšel v ljubljansko bogoslovje in začel študij na Teološki fakulteti v Ljubljani. Mašniško posvečenje mu je skupaj še z osmimi sošolci podelil mariborski pomožni škof Vekoslav Grmič 29. junija 1972 v Celju.
Kot duhovnik je bil najprej eno leto duhovni pomočnik Župnije Žalec. Zatem je bil tri leta kaplan v Župniji Sv. Jurij ob Ščavnici in v tem času nadaljeval s podiplomskem študijem v Gradcu, kjer je magistriral. Nadaljnja štiri leta je kaplanoval v Župniji Prebold. Leta 1980 je postal župnijski upravitelj in nato župnik Župnije Dol pri Hrastniku, kjer je služboval 10 let. Tu je veliko truda vložil v obnavljanje župnijske cerkve, treh podružnic in številnih kapelic. Leta 1990 je kot župnik prevzel Župnijo Sv. Miklavž ob Dravi. Tu je poleg pastoralnih dejavnosti ponovno deloval tudi kot ohranjevalec kulturne dediščine in poskrbel za celovito obnovo zunanjščine in notranjščine župnijske cerkve ter nabavo dveh zvonov. Po desetih letih mu je leta 2000 škof zaupal Župnijo Pišece. Ob pastoralnem delovanju je pustil dodaten pečat z mnogimi kulturnimi dogodki. Tako je leta 2004 organiziral tradicionalne Orožnove dneve, posvečene nekdanjemu kaplanu v Pišecah in pesniku Valentinu Orožnu. Poleg obnovitvenih del na podružnicah je posebno skrb posvetil obnovi župnišča in kapele Žalostne Matere Božje poleg cerkve ter ureditvi celotne okolice. V župnijski cerkvi je dal postaviti tudi nove klopi, izdelane v baročnem slogu.
Zaradi vse bolj napredujoče bolezni se je leta 2011 upokojil in od takrat bival v Domu sv. Jožef v Celju. Posebej zadnja leta je bil v precejšnji meri odvisen od bolniške oskrbe in je bil na invalidskem vozičku. Zadnjo mašo je kot somaševalec daroval zjutraj na dan smrti v cerkvi sv. Jožefa. Umrl je 24. februarja 2015. Pokopan je bil 26. februarja v Šmarju pri Jelšah.
Anton Kolar je bil znan tudi kot velik ljubitelj letalstva. S tem konjičkom se je ukvarjal že od petnajstega leta naprej. Do leta 1992 je letel le z jadralnimi letali, po pridobitvi izpita pa je začel leteti tudi z motornimi. Poleg njega se je z izpitom za motorno letalo lahko pohvalilo le malo župnikov.